# Õ
Õ (minuskule õ) je písmeno latinky. Vyskytuje se v portugalštině, vietnamštině, estonštině, võruštině, votštině, livonštině, skoltské sámštině a guaranštině. Znak je složen z písmene O a vlnovky (tildy).

## Portugalština
V portugalštině Õ není součástí abecedy a vyslovuje se jako nazální polozavřená zadní zaokrouhlená samohláska, která se v IPA rovněž značí jako [õ].

## Vietnamština
Ve vietnamštině se používá pro vyjádření polootevřené zadní zaokrouhlené samohlásky [ɔ]. Existují zde také odvozená písmena Ỗ (ỗ) a Ỡ (ỡ).

## Ugrofinské jazyky
V estonštině se vyslovuje jako polozavřená zadní nezaokrouhlená samohláska [ɤ] a představuje 24. písmeno abecedy. Dříve bylo zapisováno jako Ö, ale na začátku 19. století Otto Wilhelm Masing převzal písmeno Õ, aby jasně ukázalo výslovnost slova a zabránila záměně mezi homografy.
Výslovnost võruského õ je stejná jako u estonštiny. Ve votštině je svou výslovností estonskému velice podobné, ale je jen trochu vyšší. V livonštině õ představuje zavřenou střední nezaokrouhlenou samohlásku [ɨ]. Ve skoltské sámštině se vyslovuje jako polozavřená střední nezaokrouhlená samohláska [ɘ].